# N76A
| N76A                                                                                               | N76A                      |
| -------------------------------------------------------------------------------------------------- | ------------------------- |
| |                           |
| Aufnahme mit dem Very Large Telescope; links oben, grünlich, der Supernova-Überrest 1E 0102.2−7219 |                           |
| Beobachtungsdaten Äquinoktium: J2000.0, Epoche: J2000.0                                            |                           |
| Sternbild                                                                                          | Tucana                    |
| Rektaszension                                                                                      | 01h 03m,8                 |
| Deklination                                                                                        | −72° 04′                  |
| Physikalische Daten                                                                                |                           |
| Zugehörigkeit                                                                                      | Kleine Magellansche Wolke |
| Entfernung                                                                                         | ca. 200 kLj               |
| Weitere Bezeichnungen                                                                              |                           |
| DEM S123, MCELS-S148                                                                               |                           |

N76A (auch DEM S123) ist ein H-II-Gebiet in der kleinen Magellanschen Wolke im Sternbild Tucana. In unmittelbarer Nähe befindet sich der Supernova-Überrest 1E 0102.2-7219.
N76A wurde durch Karl Gordon Henize verzeichnet. Im Zentrum befindet sich ein Doppelsternsystem, wobei es sich bei einer der Komponenten um einen sehr heißen Wolf-Rayet-Stern handelt.

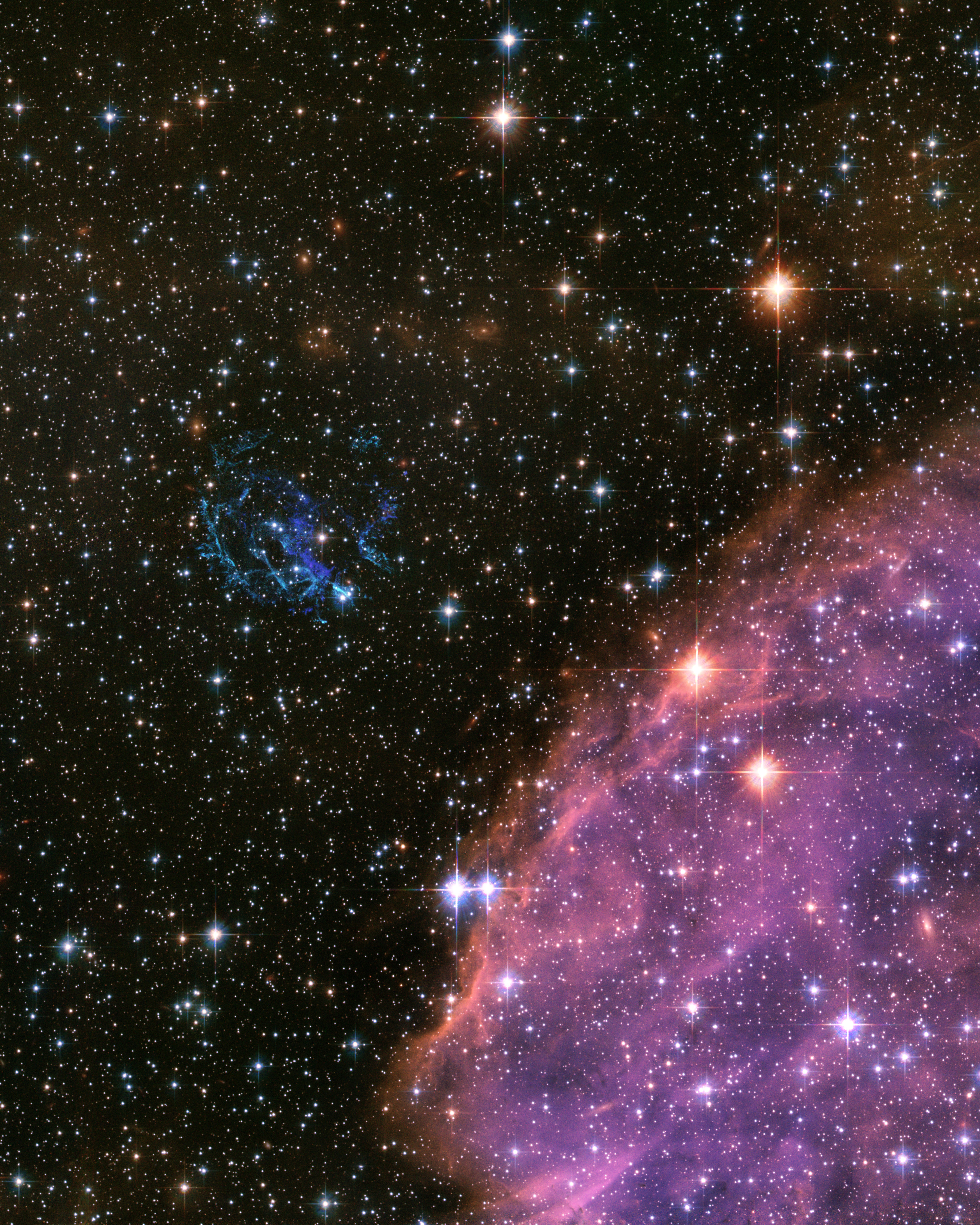
Aufnahme des Hubble-Weltraumteleskops des SNR E0102.2-7219 (bläulich) und des HII-Gebietes in NGC 371